# Pseudoeurycea werleri
Pseudoeurycea werleri е вид земноводно от семейство Plethodontidae. Видът е застрашен от изчезване.

## Разпространение
Разпространен е в Мексико.